# Euolena abdominalis
Euolena abdominalis är en tvåvingeart som beskrevs av Friedrich Georg Hendel 1911. Euolena abdominalis ingår i släktet Euolena och familjen Richardiidae.
Artens utbredningsområde är Bolivia. Inga underarter finns listade i Catalogue of Life.